# Megachile simpliciformis
Megachile simpliciformis är en biart som beskrevs av Cockerell 1918. Megachile simpliciformis ingår i släktet tapetserarbin, och familjen buksamlarbin. Inga underarter finns listade i Catalogue of Life.